# Ferdinando Cona
Ferdinando Cona   (25 d'abril de 1882 - valor desconegut) va ser un militar italià que va participar en la Segona Guerra Mundial.
Els seus càrrecs inclouen Comandament de la XXI. Brigada d'Infanteria Granatieri di Sardegna (1933-1935); .Subcap de d'Estat Major, Quarter General de l'Àfrica Oriental Italiana(1935–36); Oficial general al comandament de la 7a divisió Leonessa (1936–1939) i oficial general al comandament del XX Cos, Líbia italiana (1939–41)
Va assumir el càrrec de comandant en cap de l'10è Exèrcit quan el general Giuseppe Tellera va ser ferit mortalment en combat a la batalla de Beda Fomm el febrer de 1941. El seu comandament va ser de curta durada, ja que va ser capturat per les forces aliades durant la mateixa batalla.